# Samsung Galaxy Watch 5
Samsung Galaxy Watch 5 (cách điệu là Samsung Galaxy Watch5) là dòng đồng hồ thông minh dựa trên Wear OS được phát triển bởi Samsung Electronics. Nó được công bố vào ngày 10 tháng 8 năm 2022, và được phát hành vào ngày 26 tháng 8 năm 2022.

## Thông số kỹ thuật
| Model                                     | Galaxy Watch 5 | Galaxy Watch 5 | Galaxy Watch 5 Pro | Nguồn                   |
| ----------------------------------------- | --- | --- | --- | ----------------------- |
| Kích thước                                | 40 mm | 44 mm | 45 mm | [ 1 ] [ 2 ] [ 4 ] [ 5 ] |
| Số hiệu sản phẩm                          | SM-R900 (Wi-Fi) SM-R905 (LTE) | SM-R910 (Wi-Fi) SM-R915 (LTE) | SM-R920 (Wi-Fi) SM-R925 (LTE) | [ 1 ] [ 2 ] [ 4 ] [ 5 ] |
| Màu sắc                                   | Đen Graphite, Silver, Pink Gold | Đen Graphite, Silver, Xanh Sapphire | Đen Phantom, Xám Titan | [ 1 ] [ 2 ] [ 4 ] [ 5 ] |
| Màn hình                                  | 1.2" (30.4 mm) | 1.4" (34.6 mm) | 1.4" (34.6 mm) | [ 1 ] [ 2 ] [ 4 ] [ 5 ] |
| Độ phân giải                              | 396 x 396 pixels | 450 x 450 pixels | 450 x 450 pixels | [ 1 ] [ 2 ] [ 4 ] [ 5 ] |
| Mặt kính                                  | Tinh thể Sapphire | Tinh thể Sapphire | Tinh thể Sapphire | [ 1 ] [ 2 ] [ 4 ] [ 5 ] |
| Khung vỏ                                  | Nhôm | Nhôm | Titanium | [ 1 ] [ 2 ] [ 4 ] [ 5 ] |
| Bộ vi xử lý                               | Exynos W920 2 nhân 1.18 GHz Cortex-A55 | Exynos W920 2 nhân 1.18 GHz Cortex-A55 | Exynos W920 2 nhân 1.18 GHz Cortex-A55 | [ 1 ] [ 2 ] [ 4 ] [ 5 ] |
| Hệ điều hành                              | WearOS (OS 3.5) | WearOS (OS 3.5) | WearOS (OS 3.5) | [ 1 ] [ 2 ] [ 4 ] [ 5 ] |
| UI                                        | One UI Watch 4.5 | One UI Watch 4.5 | One UI Watch 4.5 | [ 1 ] [ 2 ] [ 4 ] [ 5 ] |
| Kích cỡ (không bao gồm cảm biến sức khỏe) | 40.4 mm x 39.3 mm x 9.8 mm | 44.4 mm x 43.3 mm x 9.8 mm | 45.4 mm x 45.4 mm x 10.5 mm | [ 1 ] [ 2 ] [ 4 ] [ 5 ] |
| Trọng lượng (không có dây đeo)            | 28.7 g | 33.5 g | 46.5 g | [ 1 ] [ 2 ] [ 4 ] [ 5 ] |
| Kích thước dây đeo                        | 20 mm | 20 mm | 20 mm | [ 1 ] [ 2 ] [ 4 ] [ 5 ] |
| Kháng nước                                | 5ATM + IP68 / MIL-STD-810H | 5ATM + IP68 / MIL-STD-810H | 5ATM + IP68 / MIL-STD-810H | [ 1 ] [ 2 ] [ 4 ] [ 5 ] |
| Bộ nhớ                                    | 1.5 GB RAM + 16 GB Bộ nhớ flash | 1.5 GB RAM + 16 GB Bộ nhớ flash | 1.5 GB RAM + 16 GB Bộ nhớ flash | [ 1 ] [ 2 ] [ 4 ] [ 5 ] |
| Kết nối                                   | - 4G/LTE with eSIM (chỉ dành cho bản Galaxy Watch 5 LTE) - Bluetooth 5.2 - Wi-Fi a/b/g/n 2.4+5 GHz - NFC - A-GPS, GLONASS, Beidou, Galileo                                                                                               | - 4G/LTE with eSIM (chỉ dành cho bản Galaxy Watch 5 LTE) - Bluetooth 5.2 - Wi-Fi a/b/g/n 2.4+5 GHz - NFC - A-GPS, GLONASS, Beidou, Galileo                                                                                               | - 4G/LTE with eSIM (chỉ dành cho bản Galaxy Watch 5 LTE) - Bluetooth 5.2 - Wi-Fi a/b/g/n 2.4+5 GHz - NFC - A-GPS, GLONASS, Beidou, Galileo                                                                                               | [ 1 ] [ 2 ] [ 4 ] [ 5 ] |
| Cảm biến                                  | - Theo dõi nhịp tim - Theo dõi nồng độ oxy trong máu - Điện tâm đồ (ECG) - Đo huyết áp - Phân tích trở kháng điện sinh học - Cảm biến nhiệt độ - Gia tốc kế - Áp kế - Cảm biến con quay hồi chuyển - Cảm biến địa từ - Cảm biến ánh sáng | - Theo dõi nhịp tim - Theo dõi nồng độ oxy trong máu - Điện tâm đồ (ECG) - Đo huyết áp - Phân tích trở kháng điện sinh học - Cảm biến nhiệt độ - Gia tốc kế - Áp kế - Cảm biến con quay hồi chuyển - Cảm biến địa từ - Cảm biến ánh sáng | - Theo dõi nhịp tim - Theo dõi nồng độ oxy trong máu - Điện tâm đồ (ECG) - Đo huyết áp - Phân tích trở kháng điện sinh học - Cảm biến nhiệt độ - Gia tốc kế - Áp kế - Cảm biến con quay hồi chuyển - Cảm biến địa từ - Cảm biến ánh sáng | [ 1 ] [ 2 ] [ 4 ] [ 5 ] |
| Pin                                       | 284 mAh | 410 mAh | 590 mAh | [ 1 ] [ 2 ] [ 4 ] [ 5 ] |